# Hristiyan Petrov
Hristiyan Petrov (Plovdiv, 24 de junio de 2002) es un futbolista búlgaro que juega en la demarcación de defensa para el S. C. Heerenveen de la Eredivisie.

## Selección nacional
Tras jugar en las categorías inferiores de la selección, finalmente hizo su debut con la selección de fútbol de Bulgaria en un partido de clasificación para la Eurocopa 2024 contra Montenegro que finalizó con un resultado de 0-1 tras el gol de Nikola Krstović.

## Clubes
| Club             | País         | Año       | Partidos | Goles |
| ---------------- | ------------ | --------- | -------- | ----- |
| PFC Litex Lovech | Bulgaria     | 2020-2022 | 41       | 6     |
| PFC CSKA Sofia   | Bulgaria     | 2022-2025 | 80       | 2     |
| S. C. Heerenveen | Países Bajos | 2025-     | 8        | 1     |